# Umburanas
Umburanas é um município do estado da Bahia, no Brasil.

## Topônimo
Umburana é o nome de uma árvore típica da caatinga, a Bursera leptophleus.

## História
A ocupação humana do território que atualmente compreende o município de Umburanas remota a períodos anteriores à colonização portuguesa, conforme os sítios arqueológicos que contém registros rupestres de populações indígenas em cavidades e paredões ao longo do cânion que margeia o curso principal do rio Salitre, sítios denominados de Toca do Tapuinho e, o complexo de sítios arqueológicos chamado de Toca do Tapuio.
Com a colonização portuguesa, este território passou o fazer parte da "Sesmaria do Médio São Francisco", um latifúndio de grandes proporções situado no sertão da Capitania da Bahia. Durante esse período, em que houve a expulsão da população indígena local, o território passou a ficar "esquecido" até 1846, quando Antônio Inácio de Azevedo, então presidente da província da Bahia, classificando essas áreas como terras devolutas, decidiu alienar as terras dessa sesmaria.
A área correspondente ao atual município de Umburanas foi adquirido em 27 de julho de 1846 pela proprietária rural Benedita Maria da Cruz e seus quatro filhos, todos moradores da região do Espigão da Serra de São Lourenço, os quais passaram a chamar a propriedade rural de Fazenda Gruna ou Granja de São Lourenço, conforme escritura pública de compra e venda registrada no Cartório de Imóveis e Hipoteca da Vila de Santo Antônio, atual Jacobina (Livro n. 5, folhas 27 a 29).
Todavia, mesmo com a existência da Fazenda Gruna, a área permaneceria sem nenhuma ocupação populacional regular até a década de 1920, quando, segundo registros de história oral local e de memorialistas como Amândio Bruno Cruz, o local onde contemporaneamente está a sede do município passou a ser habitada a partir de 26 de março de 1926 pelos caçadores João Tropeiro e João da Silva, este último morador do povoado de Alagoinhas (atual Upamerim). Em seguida, mais moradores de Upamerim se juntaram a esses dois moradores, construindo casas e plantando uma agricultura de subsistência na região. Nesta época, a área habitada passa a ser conhecida como Descoberta das Imburanas, nome que seria modificado com o tempo para o atual "Umburanas".
O povoado de Umburanas fazia parte do distrito de Delfino, o qual pertencia ao município de Campo Formoso. Em 1982, o povoado de Umburanas é elevado à condição de vila, separando-se da área distrital de Delfino para formar um distrito próprio, mas que ainda pertencia à Campo Formoso.
A partir da década de 1980, começam a surgir movimentos pela emancipação do distrito de Umburanas para formar um município próprio. Em 8 de janeiro de 1989, é realizado no local um plebiscito em que a maioria da população votou pela emancipação de Umburanas, sendo instalado o município no local no mês seguinte.
Em 15 de novembro de 1989, ocorre a primeira eleição municipal para prefeito de Umburanas. A população local elegeu Jeovando Lopes de Almeida como primeiro prefeito do município de Umburanas.

## Geografia
A estimativa do IBGE para o ano de 2021 era que o município de Umburanas teria uma população de 19.573 pessoas.
A área do território municipal é 1.775,633 km².

## Organização Político-Administrativa
O Município de Umburanas possui uma estrutura político-administrativa composta pelo Poder Executivo, chefiado por um Prefeito eleito por sufrágio universal, o qual é auxiliado diretamente por secretários municipais nomeados por ele, e pelo Poder Legislativo, institucionalizado pela Câmara Municipal de Umburanas, órgão colegiado de representação dos munícipes que é composto por 9 vereadores também eleitos por sufrágio universal.

### Atuais autoridades municipais de Umburanas
- Prefeito: Roberto Bruno Silva - DEM (2021/-)[11]
- Vice-prefeito: Sorlando Batista Freires - DEM (2021/-)[11]
- Presidente da Câmara: Sostenis Almeida Barbosa - DEM (2021/-)[11]